# Schrassig
Schrassig (en luxemburguès: Schraasseg) és una vila de la comuna de Schuttrange del districte de Luxemburg al cantó de Luxemburg. Està a uns 9,3 km de distància de la Ciutat de Luxemburg.